# Monteverdi Berlinetta
De Monteverdi Berlinetta was een tweezits sportwagen van de Zwitserse autofabrikant Monteverdi die van 1972 tot 1976 in kleine aantallen werd geproduceerd. De wagen kende zijn debuut op het Autosalon van Genève in 1972.

## Geschiedenis
Technisch gezien maakt de Berlinetta deel uit van de High Speed-serie, die Monteverdi sinds 1967 in verschillende uitvoeringen op de markt had gebracht. De Berlinetta is een doorontwikkeling van de High Speed 375 S, waarvan het chassis en de carrosseriestructuur grotendeels overgenomen werden.
De Berlinetta was het derde coupémodel dat gebruikt maakte van Monteverdi's High Speed chassis met verkorte wielbasis. Van 1967 tot 1968 bood Monteverdi de eerste versie van de 375 S aan met een carrosserie ontworpen door Pietro Frua. De tweede versie van de 375 S, die van 1969 tot 1971 werd geproduceerd, had een carrosserie die ontworpen was door Fissore.
De High Speed 375 S had al sinds 1969 een bijzondere positie bij Monteverdi. Als pure tweezitter was hij sportiever dan de 2+2-zitter High Speed 375 L met langere wielbasis maar hij was veel minder succesvol. Terwijl Monteverdi de 375 L vanaf 1969 jaarlijks in dubbele cijfers kon verkopen, werden tussen 1969 en 1971 slechts zes exemplaren van de 375 S met Fissore-carrosserie verkocht.
Volgens Peter Monteverdi zou de povere interesse in de 375 S ten opzichte van de 375 L vooral te wijten geweest zijn aan de neus van de 375 S die met zijn verzonken koplampen en een opvallend breed radiatorrooster het uitzicht had van een vissekop. In het voorjaar van 1971 probeerde Monteverdi de interesse in zijn tweezitter sportwagen opnieuw aan te wakkeren door de carrosserie gedeeltelijk te hertekenen en een aantal technische verbeteringen aan te brengen, vooral met betrekking tot de actieve en passieve veiligheid. Het resulterende nieuwe model kreeg de naam Monteverdi Berlinetta, waardoor de naam niet langer verwees naar zijn verwantschap met de High Speed-reeks.

## Ontwerp
De Berlinetta nam het onderstel, de ophanging en de carrosserie vanaf de A-stijl over van de High Speed 375 S.

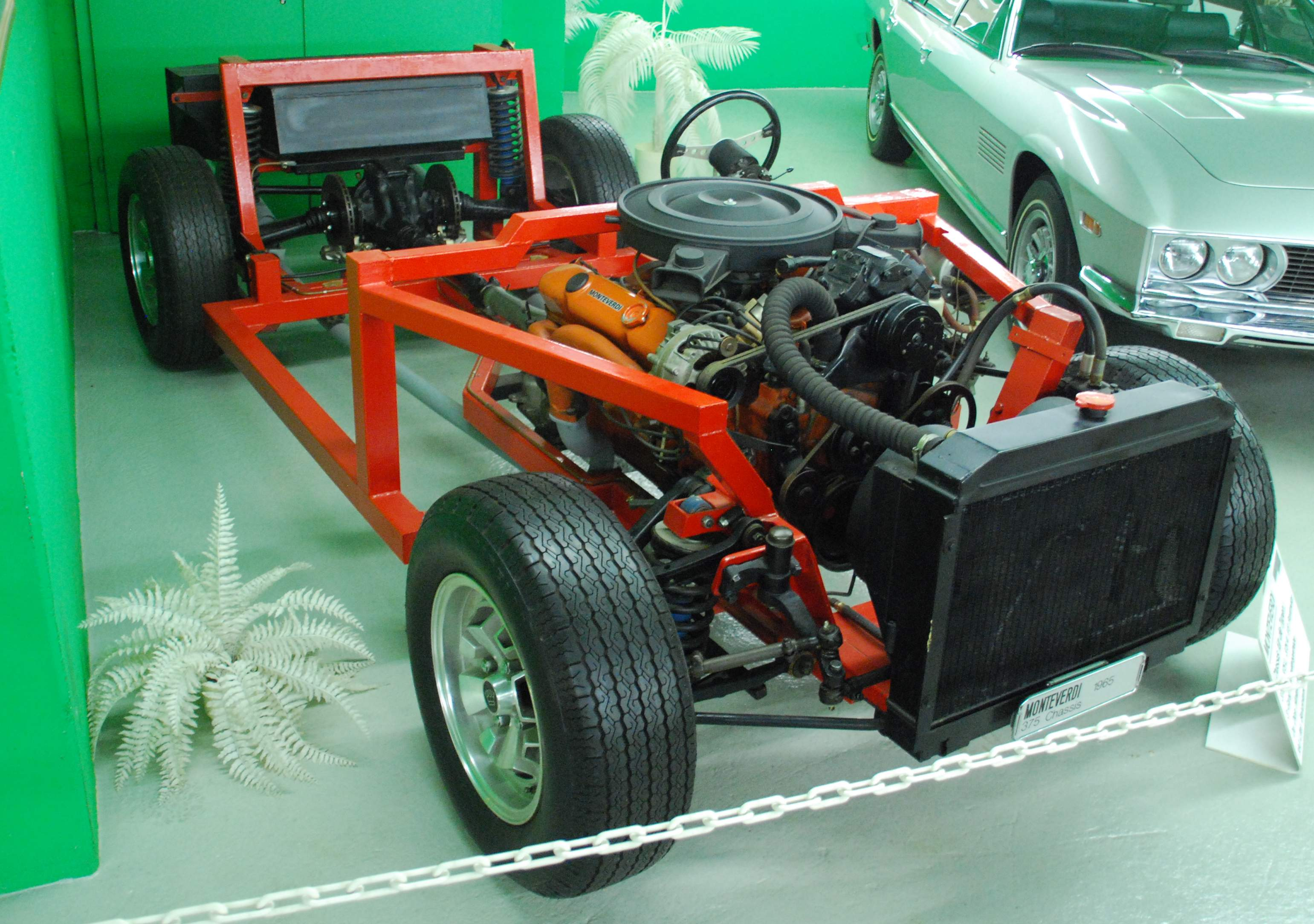
Het door Monteverdi ontworpen buizenframe van de High Speed 375 modellijn

Het door Monteverdi ontwikkelde buizenframe, dat sinds 1967 de basis vormde van alle High Speed 375 modellen, werd opnieuw gebruikt voor de Berlinetta. Het middelste stuk werd echter versterkt door een extra Y-vormige balk. Ook werd de stijfheid van de carrosserie verbeterd door het passagiersgedeelte te voorzien van een rolbeugel en een dwarsbalk ter hoogte van het dashboard. Andere verbeteringen op het vlak van veiligheid waren de verbeterde verlichting door het gebruik van grotere, vierkante koplampen, een schokabsorberend stuur en een brandblusser die via warmtesensoren automatisch geactiveerd werd. Ten slotte bood Monteverdi ook een systeem aan met een geluidsbandje dat desgewenst in meerdere talen aangaf dat de veiligheidsgordels niet waren vastgemaakt.
Als aandrijving kreeg de Berlinetta een 7,0L Chrysler Hemi V8-motor met 390 pk, die verder vooraan in het motorcompartiment werd geplaatst. Dit kwam de geluidsisolatie en de warmtebalans ten goede. Deze aanpassing werd later ook bij de High Speed 375 L en 375/4 gedaan omdat ze in het verleden in bepaalde situaties last hadden van thermische problemen. Vanaf 1974 was ook de 7,2L Chrysler Magnum V8-motor met 340 pk uit de eerdere High Speed modellen weer leverbaar.
Visueel verschilde de Berlinetta van de vorige 375 S door een nieuw ontworpen, sterker afhellende voorzijde. In het lage radiatorrooster, dat zich over de volledige breedte van de wagen uitstrekte, waren vier rechthoekige halogeenkoplampen geïntegreerd. De bumpers waren bedekt met rubber, in de voorbumper waren de richtingaanwijzers verwerkt. Het prototype, dat gebouwd werd door de Zwitserse carrosseriebouwer Wenger Carrosserie/Fahrzeugebau, had vooraan extra richtingaanwijzers die tot in de voorspatborden reikten. Latere exemplaren hadden dit kenmerk niet. Bijzonder aan de Berlinetta waren de uitgesproken koelluchtopeningen in de voorspatborden.
Het passagierscompartiment en de beglazing waren identiek aan de vorige 375 S. Achteraan had de Berlinetta brede achterlichten van de Triumph TR6, die later ook werden gebruikt op sommige exemplaren van de 375 L en de 375/4. De achterruit was voorzien van een ruitenwisser.

## Productie
De Berlinetta stond van 1972 tot 1976 in de modellenlijst van Monteverdi. In 1973 bedroeg de aankoopprijs 85.000 CHF en moest men rekening houden met een levertijd van 12 tot 15 maanden.
Hoeveel Berlinetta's gebouwd werden is onduidelijk. Een bron gaat ervan uit dat het niet meer dan 10 exemplaren waren. Zoals vele kleinere autoproducenten uit die tijd was ook Monteverdi genoodzaakt om onderdelen te gebruiken van andere automerken. Bovendien werd de Monteverdi Berlinetta niet in serie gebouwd maar was de wagen uitsluitend verkrijgbaar op bestelling. Vermoedelijk maakte Monteverdi daarbij gebruik van onderdelen die hij op dat ogenblik vast kon krijgen, wat de verschillen tussen de diverse Berlinetta-exemplaren zou kunnen verklaren.
In de 21e eeuw bestaan er met zekerheid nog minstens drie exemplaren van de Berlinetta:
- Een voertuig met richtingaanwijzers in de voorspatborden en verzonken deurgrepen van de Alfa Romeo GTV. Dit exemplaar heeft verchroomde bumpers.[6]
- Een voertuig zonder richtingaanwijzers in de voorspatborden met klepdeurgrepen van Fiat. Het voertuig heeft een brede zwarte sierstreep die over de zijkant van de wagen loopt en soms het opschrift "Monteverdi" draagt.[7]
- Een voertuig zonder richtingaanwijzers in de voorspatborden met klassieke deurgrepen. Dit exemplaar bevond zich tot eind 2016 in het Monteverdi Museum in Binningen.[8]

## Monteverdi Palm Beach
In 1975 werd de Palm Beach uitgebracht, een cabriolet met een vergelijkbare aandrijflijn en stijlelementen die aan de Berlinetta doen denken. Er werd slechts een exemplaar gebouwd.